# Dávid Ďuriš
Dávid Ďuriš (ur. 22 marca 1999 w Żylinie) – słowacki piłkarz grający na pozycji napastnika we włoskim klubie Ascoli Calcio, do którego jest wypożyczony z MŠK Žilina oraz reprezentacji Słowacji. Uczestnik Mistrzostw Europy 2024.